# Meconta
Meconta é uma vila da província de Nampula, em Moçambique, sede do distrito de do mesmo nome. Foi elevada à categoria de vila em 1 de Junho de 1964.
A vila do Nametil tinha, em 2010, uma população de cerca de dez mil habitantes.